# Valeriy Minko
Valeriy Vikentyevich Minko - em russo, Валерий Викентьевич Минько (Barnaul, 8 de agosto de 1971) é um ex-futebolista russo que atuava como defensor.
Revelado pelo Dínamo Barnaul em 1988, atuou em apenas 3 jogos pelo clube de sua cidade natal, antes de assinar com o CSKA Moscou em 1989.
Foi pelo clube do Exército Vermelho que Minko se destacou, atuando em 242 partidas até 2002, conquistando 3 títulos (Campeonato Soviético de 1991, Copa da URSS de 1990-91 e Copa da Rússia de 2001-02). Considerado um símbolo de raça e espírito de equipe pela torcida do CSKA, encerrou sua carreira com apenas 29 anos, quando defendia o Kuban Krasnodar.
Desde 2008, é auxiliar-técnico da equipe reserva do CSKA.

## Seleções da URSS e da Rússia
Minko não chegou a defender a seleção principal da União Soviética, participando do Campeonato Mundial de Futebol Sub-20 de 1991, a última competição oficial disputada pelo país, que se desintegraria em dezembro do mesmo ano.
Apesar da boa fase no CSKA, ele não foi convocado por Anatoliy Byshovets para a Seleção da CEI (sucessora da URSS, que se classificara para o torneio, mas com a dissolução do pais, foi substituída) que disputaria a Eurocopa de 1992, tendo que aguardar o encerramento da competição para defender a Rússia, onde receberia sua primeira convocação em 1996.
Foram 4 partidas pela seleção russa (2 em 1996 e outras 2 em 1998), sem marcar nenhum gol.

## Perda do rim
Em 1993, Minko teve que passar por uma nefrostomia (extração do rim) após atingir um adversário na partida entre Rússia e Grécia, pelas eliminatórias da Eurocopa sub-21 de 1994. Além desta competição, o acidente fez com que o defensor perdesse uma eventual convocação para a Copa de 1994.